# Al-Mansoer (kalief)

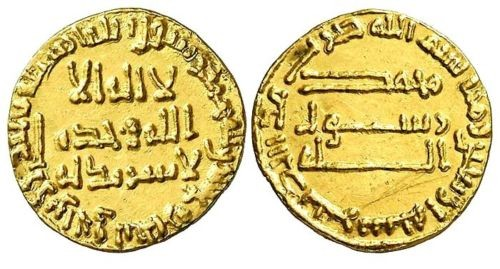

Al-Mansur (ook Almanzor of Abu Ja'far Abdallah ibn Muhammad al-Mansur) (714 - 7 oktober 775, Bir Mayum bij Mekka) was van 754 tot 775 de tweede Abassadische kalief en broer van de vorige kalief, Saffah (Abu al-Abbas).

## Biografie
Al-Mansur werd in het huis van de "Abbasidische familie na hun emigratie uit de Hejaz in 714 n.Chr (95 AH)" geboren. Zijn vader, Mohammed, was naar verluidt een achterkleinzoon van Abbas ibn Abd al-Muttalib, de jongste oom van Mohammad; zijn moeder was een Berberse vrouw . en een concubine. Zijn broer, Saffah was de zoon van een legitieme echtgenote. Mansoer regeerde 21 jaar, vanaf 754 tot 775 (Dhu al-Hijjah 136 AH tot Dhu al-Hijjah 158 AH). In 762 stichtte hij als nieuwe keizerlijke residentie en paleis de stad Madinat as-Salam, dat later de kern zou worden van de keizerlijke hoofdstad Bagdad. De bouw had slechts vier jaar geduurd.
Mansoer tolereerde geen frivool amusement en bande muziek uit zijn paleis. Hij werkte de hele dag door en gunde zich weinig rust. Eigenlijk was hij de stichter van het Abbasidische rijk, maar zijn naam wordt vooral herinnerd als stichter van de wereldstad Bagdad.
Mansoer onderdrukte de opstanden van Rawandiya (naar de kleine stad Rawand in Oost Iran) en de broers Mohammed Nafs al-Zakiya (Mohammed de Zuivere Ziel) en Ibrahim. Mohammed werd eind 762 verslagen en Ibrahim in februari 763 bij de Slag van Bahrama (ten zuiden van Kufa). Het waren vooral de nakomelingen van Ali, de neef van Abbas, die de Abbasidische revolutie beschouwden als mislukt. Want er was weer een lekenregering aan de macht: de afstammelingen van Abbas hadden eenvoudig de macht van de Omajjaden overgenomen. De Aliden, de aanhangers van de Shia, leken voor niets te hebben gestreden voor een nieuwe samenleving 'gegrondvest op de Koran, rechtvaardigheid en gelijkheid voor alle moslims'. De Aliden konden niet meer hopen op een opperste gids voor de moslims uit hun eigen leden. De broers Mohammed en Ibrahim werden geboekstaafd als twee Shiitische martelaren.
Eerder, in 754 na zijn troonsbestijging, liet Mansoer Abu Muslim onthoofden. Abu Muslim had voor Mansoer juist de opstand van diens oom Abdallah Ali, gouverneur van Syrië, verslagen. Abu Muslim had de Abbasidische revolutie tegen de Omajjaden georganiseerd en tot de overwinning geleid en was onderkoning van Khorasan geworden. Het idee dat de broers hun macht aan Abu Muslim te danken hadden was ondraaglijk voor hen en daarom wilden ze van hem af. Jaffar (Mansoer) zou tegen zijn broer Saffa hebben gezegd: "Hij is een reus onder reuzen, en je kan nooit van het leven genieten zolang hij in leven blijft."
De Abbasidische revolutie was het vervolg op de opstanden, die waren ontstaan, omdat de aliden wraak wilden voor de moord op Ali in Kufa en zijn zoon Hoesein in Kerbela. De Aliden hielden de Omajjaden verantwoordelijk voor hun dood. De Omajjaden werden ervan beschuldigd religie voor politieke en persoonlijke doeleinden te misbruiken. Mukhtar had vóór Abu Muslim geprobeerd de macht van de Omajjaden weer in handen van de nakomelingen van de Profeet via Ali's lijn te geven, maar was in 687 gedood. Het was dus gelukt de Omajjaden te verdrijven, maar de macht was niet in handen van de Aliden, maar de Abbasiden gekomen. Zelfs Haroen ar-Rashid zou de opstanden van de Aliden zijn hele leven blijven vrezen.

## Voetnoten
1. ↑   Al-Souyouti, Tarikh Al-Kholafa'a (de geschiedenis van de kaliefen)
2. ↑   (en)  Stanley Lane-Poole, The Coins of the Eastern Khaleefahs in the British Museum (De munten van de Oosterse kaliefen in het Brits museum
3. ↑  (en)  G.R. Hawting, Mansur al-.. Encyclopaedia Britannica. 2007. Encyclopædia Britannica Online. 20 apr 2007